# Ночера-Теринезе
Ночера-Теринезе (итал. Nocera Terinese) — коммуна в Италии, располагается в регионе Калабрия, подчиняется административному центру Катандзаро.
Население составляет 4706 человек, плотность населения составляет 101,8 чел./км². Занимает площадь 46,2 км². Почтовый индекс — 88047. Телефонный код — 0968.
Покровителем населённого пункта считается святой Иоанн Креститель. Праздник ежегодно празднуется 24 июня.